# Skidåkning för rörelsehindrade vid olympiska vinterspelen 1984
Skidåkning för rörelsehindrade vid olympiska vinterspelen 1984 var olympisk demonstrationssport för första gången vid olympiska vinterspelen 1984'.  Man tävlade bara i alpin storslalom för herrar, men medaljerna delades ut i fyra olika handikappklasser.  Som demonstrationssport räknas inte medaljerna ini i den slutliga medaljställningen.  Förutom dessa lopp hölls alpin och längdskidåkning vid paralympiska vinterspelen 1984 i Innsbruck, Österrike.  Skidåkning för rörelsehindrade vid olympiska vinterspelen skulle återigen komma att demonstreras 1988.  Totalt deltog 29 rörelsehindrade skidåkare från 11 länder vid olympiska vinterspelen 1984.

## Medaljställning
| Placering | Land         | 1 | 2 | 3 | Totalt |
| --------- | ------------ | - | - | - | ------ |
| 1         | Österrike    | 1 | 3 | 0 | 4      |
| 2         | Västtyskland | 1 | 1 | 0 | 2      |
| 3         | Schweiz      | 1 | 0 | 1 | 2      |
| 4         | USA          | 0 | 0 | 2 | 2      |
| 5         | Sverige      | 1 | 0 | 0 | 1      |
| 6         | Norge        | 0 | 0 | 1 | 1      |

## Storslalom för herrar med ett amputerat ben
| Placering | Namn                    | Tid     |
| --------- | ----------------------- | ------- |
| 1         | Alexander Spitz (FRG)   | 1:08.05 |
| 2         | Reiner Bergman (AUT)    | 1:09.91 |
| 3         | David Jamison (USA)     | 1:10.18 |
| 4         | Michael Hipp (FRG)      | 1:12.15 |
| 5         | Peter Perner (AUT)      | 1:12.32 |
| 6         | Patrick Knaff (FRA)     | 1:12.55 |
| 7         | Chew Philip (CAN)       | 1:12.92 |
| 8         | Greg Oswald (CAN)       | 1:13.81 |
| 9         | Ola Rylander (SWE)      | 1:14.94 |
| 10        | Rajko Strzinar (YUG)    | 1:18.69 |
| 11        | Jordi Faurat Prat (ESP) | 1:24.46 |

## Storslalom för herrar amputerade ovan knäna
| Placering | Namn                   | Tid     |
| --------- | ---------------------- | ------- |
| 1         | Markus Ramsauer (AUT)  | 1:02.66 |
| 2         | Josef Meusburger (AUT) | 1:04.90 |
| 3         | Bill Latimer (USA)     | 1:05.41 |
| 4         | Eugen Diethelm (SUI)   | 1:06.04 |
| 5         | Paul Fournier (SUI)    | 1:07.10 |

## Storslalom för herrar med en amputerad arm
| Placering | Namn                      | Tid     |
| --------- | ------------------------- | ------- |
| 1         | Paul Keukomm (SUI)        | 1:02.19 |
| 2         | Dietmar Schweninger (AUT) | 1:03.04 |
| 3         | Rolf Heinzmann (SUI)      | 1:03.25 |
| 4         | Heinz Moser (SUI)         | 1:03.66 |
| 5         | Reed Robinson (USA)       | 1:04.78 |
| 6         | Sreco Kos (YUG)           | 1:05.32 |
| 7         | Franc Komar (YUG)         | 1:08.40 |
| 8         | Stefan Ahacic (YUG)       | 1:10.57 |

## Storslalom för herrar med två amputerade armar
| Placering | Namn                     | Tid     |
| --------- | ------------------------ | ------- |
| 1         | Lars Lundstroem (SWE)    | 1:05.09 |
| 2         | Felix Abele (FRG)        | 1:05.91 |
| 3         | Cato Zahl Pedersen (NOR) | 1:06.21 |
| 4         | Niko Mull (FRG)          | 1:06.44 |
| 5         | Felix Gisler (SUI)       | 1:08.38 |